# Oriximiná
Oriximiná é um município brasileiro do estado do Pará, sede da Região Imediata de Oriximiná (Região Geográfica de Santarém), na região Norte do Brasil, localizada à latitude 01º45'56" sul e longitude 55º51'58" oeste, em uma área de 107 602,99 km² de extensão territorial e a População total em 2020 é 74 016 habitantes.

## Etimologia
O nome Oriximiná é de origem indígena, de procedência tupi, significando "o macho da abelha", o zangão. No entanto, frei Protásio Frinckel, conhecedor da região e de seus diversos núcleos de habitantes primitivos, inclina-se pela derivação de Eruzu-M'Na que significa "muitas praias".

## História
Tradicionalmente considera-se que a colonização das terras de Oriximiná começou com os estabelecimento de vários quilombos/mocambos ao longo do rio Trombetas no século XIX. Entretanto essas terras foram habitadas por povos indígenas nômades e semi-nômades desde tempos imemoriais.

### Formação dos quilombos
Por volta de 1815, escravos fugidos das lavouras de cacau e das fazendas de gado da região do Baixo Amazonas refugiaram-se entre as comunidades indígenas da região, formando quilombos.
Esses quilombos estabeleceram inúmeras povoações ao longo da bacia do Trombetas e do Erepecurú. Inicialmente seus assentamentos ficavam acima das cachoeiras, nas "águas bravas", com suas localidades chamadas de mocambos e seus moradores de mocambeiros. Para eles, a floresta significou liberdade e suporte para a vida. A dificuldade de acesso os protegia das expedições que visavam destruir os mocambos.
No final do século XIX e início do século XX, os quilombolas desceram as cachoeiras para ficar mais próximos da cidade para realizar transações comerciais. Neste mesmo período, as terras do Baixo e Médio Trombetas estavam sendo adquiridas por colonizadores interessados nos produtos da floresta, notadamente a madeira e a castanha-do-brasil. Desde então, acirraram-se os conflito pela terra das comunidades remanescentes de quilombos da região, que chegou a abrigar o que foi considerado o "Quilombo dos Palmares da Amazônia". Algumas dessas comunidades são tão importantes nos dias atuais, que formam distritos administrativos, como é o caso de Cachoeira Porteira.

### Colonização
A colonização da região por parte dos europeus se deu a partir de 1877 por ação do padre José Nicolino de Souza, nascido no município de Faro a partir de ascendência indígena. O padre fundou uma povoação na região, denominando-a Uruá-Tapera ou Murá-Tapera.

### Formação municipal
Através da lei nº 1 288, de 11 de dezembro de 1886, foi elevada à categoria de freguesia, com o nome de Santo Antônio do Uruá-Tapera, por Joaquim da Costa Barradas, presidente da então província do Grão-Pará.
Foi elevado à categoria de vila com a denominação de Oriximiná pela Lli n.º 174, de 9 de junho de 1894. Foi oficialmente instalado em 5 de dezembro de 1894, com a posse do intendente Pedro Carlos de Oliveira.
Porém, por desentendimentos políticos, foi extinto como município pela lei n.º 729, de 3 de abril de 1900, sendo seu território anexado ao município de Óbidos.
Foi finalmente elevado à categoria de município, com a restauração da emancipação, com a denominação de Oriximiná, pelo decreto estadual n.º 1.442, de 24 de dezembro de 1934.

### Década de 1970 - atualidade
Na década de 1970 o município sofreu intensas transformações, com a descoberta de suas riquíssimas áreas minerais, em especial as reserva de bauxita. Ocorreu a implantação do projeto Trombetas, com a construção de ferrovia, rodovias, porto e uma company town, a vila de Porto Trombetas. Havia a previsão, inclusive da construção da Usina Hidrelétrica de Cachoeira Porteira, que nunca saiu do papel.
O município, no final da década, passaria a ser cortado pela Estrada de Ferro Trombetas para o escoamento de bauxita presente nas minas da região em direção ao Porto Fluvial da vila de Porto Trombetas. A ferrovia de cunho industrial, permanece concedida e operada pela Mineração Rio do Norte e pela Companhia Vale do Rio Doce (CVRD) até os dias atuais. 
Nesse período também são abertas as rodovias BR-163, BR-210 e PA-254, que ligaram definitivamente o município por via rodoviária ao território nacional, alterando profundamente as paisagens naturais da região. A abertura dessas estradas vinha sob a justificativa da política de segurança nacional, imposta pela ditadura militar no Brasil.
Atualmente, as comunidades indígenas e quilombolas da região buscam o reconhecimento oficial de seus territórios tradicionais.

## Geografia

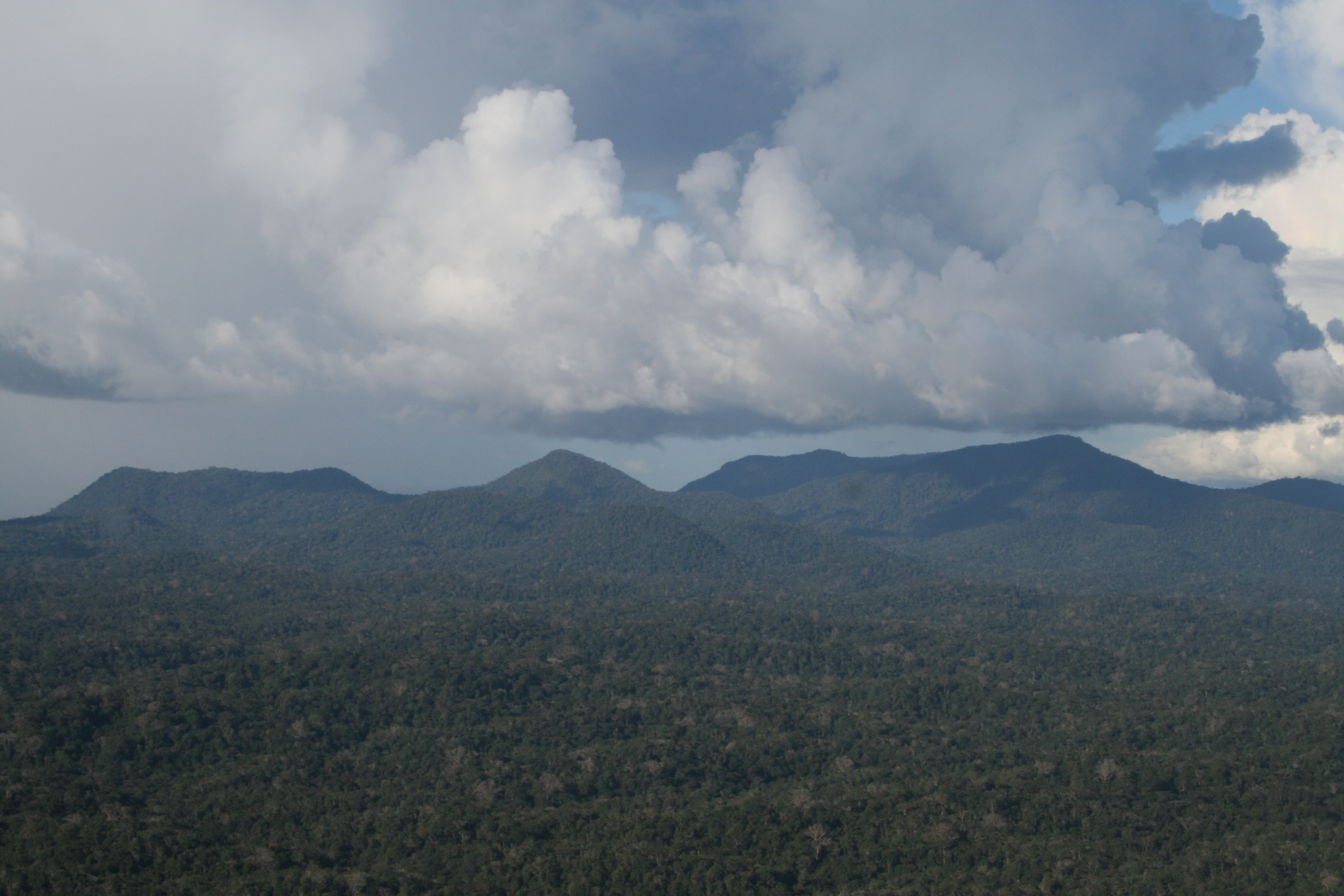
Serra do Acaraí, no extremo norte do município, uma área de cobertura vegetal praticamente intacta.

Oriximiná é o município sede da Região Geográfica Imediata de Oriximiná, que pertencente a Região Geográfica Intermediária de Santarém (antiga Mesorregião do Baixo Amazonas)
A sede municipal localiza-se na latitude 01º45'56" sul e na longitude 55º51'58" oeste, estando a uma altitude de 46 metros acima do nível do mar. Possui uma população estimada de 74.921 habitantes(2021), distribuidos em uma área de 107 602,99 quilômetros quadrados de extensão territorial, sendo assim o segundo maior município em área do estado do Pará, sendo superado apenas pelo município de Altamira (161 445,91 km²). O município é maior em área que países como Portugal, Áustria e Coreia do Sul. 
O município limita-se com dois estados brasileiros (Roraima e Amazonas) e com dois países (Guiana e Suriname).

### Hidrografia
O município dispõe de grandes e caudalosos cursos d'água, sendo que os principais são os rios: Trombetas, que banha a sede do município pelo lado esquerdo; Amazonas, que delineia a fronteira sul do município; Erepecuru, importante afluente pela margem esquerda e que serve de limite natural com o município de Óbidos; Nhamundá, que serve de limite natural para fronteira do estado do Pará com estado do Amazonas, e; Cuminá, importante acesso ao extremo norte do município e a algumas comunidades quilombolas. Outros rios são o Acapu, Cachorro, Mapuera e o Cachoeiri.
Muitos lagos naturais compõem a hidrografia do município, sendo os principais: Sapucuá, Paru, Iripixi, Caipuru, Abuí, Maria-Pixí, Salgado, Ururiá e Batata; este último sendo um dos mais importantes, dada sua extensão, volume de água, acesso, navegabilidade e expressão econômica.
As quedas d'água da Porteira (com grande potencial hídrico), Chuvisco e Ventilado (com grande potencial turístico), Pancada, Vira-Mundo e São Pedro formam grandes paisagens naturais. Vale destacar as cachoeiras do Jatuarana, com relativa proximidade da sede do município, e as cachoeiras da região do Jamaracaru.

### Patrimônio natural
As principais áreas de preservação ambiental, que estão parcialmente ou em sua totalidade na área municipal, são:
- Terra Indígena Nhamundá-Mapuera,[16] abrangendo os municípios de Oriximiná, Faro (Pará) e Nhamundá (Amazonas)[17], com 8 454 quilômetros quadrados, registrada em 1989[18];
- Terra Indígena Trombetas Mapuera[19], contígua à TI Nhamundá-Mapuera, com superfície de 39 704,18 quilômetros quadrados e um perímetro de 1 562 quilômetros, registrada em 2009;
- Terra Indígena Parque do Tumucumaque, com 3.071.067 hectares,[20] registrada em 1997[18].
- Terra Indígena Kaxuyana-Tunayana, com 2.184.120 hectares, declarada em 2018.[18]
- Reserva Biológica do Rio Trombetas, Unidade de Conservação federal, com 3 850 quilômetros quadrados, criada em 1979.[18]
- Floresta Nacional Saraca-Taquera, com 429.600 hectares, criada em 1989.[18]
- Floresta Estadual de Faro, com 525.434 hectares, criada em 2006.[18]
- Floresta Estadual do Trombetas, com 3.025.667 hectares, criada em 2006.[18]
- Estação Ecológica do Grão-Pará, Unidade de Conservação estadual, com 4.245.819 hectares, criada em 2006.[18]
- Território Quilombola Água Fria, com 557 hectares, titulado em 1996.[18]
- Território Quilombola Boa Vista, com 1 125 hectares, titulado em 1995.[18]
- Território Quilombola Trombetas, com 80.886 hectares, titulado em 1997.[18]
- Território Quilombola Erepecuru, com 231.610 hectares, titulado em 2000 2016.[18]
- Território Quilombola Alto Trombetas 1, com 79.096 hectares, titulado em 2003 e ratificado em 2010.[18]
- Território Quilombola Cachoeira Porteira, com 225.176 hectares, titulado em 2018.[18]

### Subdivisões
Administrativamente o município está subdividido em três distritos:
- Distrito Sede (Cidade de Oriximiná);
- Distrito de Porto Trombetas (sediado na vila homônima);
- Distrito de Cachoeira Porteira (sediado na vila quilombola homônima).

## Economia
A principal atividade econômica do município de Oriximiná corresponde a indústria extrativa mineral, abrigando a maior produtora de bauxita do Brasil com 18 milhões de toneladas anual (2016). Segundo o Ministério de Minas e Energia, Oriximiná possui a maior quantidade de reservas conhecidas no Brasil. Na década de 1960 foram descobertas grandes reservas de bauxita na região norte do Brasil, devido ao incentivo de pesquisas que visavam aumentar o suprimento de bauxita majoritariamente para o mercado internacional. Com isso, em 1967 foi confirmado a descoberta da bauxita de valor comercial às margens do Rio Trombetas através da Aluminas, subordinada da maior empresa de alumínio do Canadá Aluminium Limited of Canada (ALCAN). O interesse da ALCAN pela bauxita Amazônica está amplamente ligado com as mudanças políticas ocorridas no país em 1964, a independência da Guiana em 1966 e a crise energética de 1970.
A queda do preço do alumínio em 1971 inviabilizou os planos de instalação de novas minas pela ALCAN. Portanto, em 1972, a ALCAN juntamente com a Companhia Vale do Rio Doce, que representava o governo brasileiro, começaram as negociações com a intenção de prosseguir com a continuidade da implementação do projeto, o que culminou na criação de uma joint venture formada pela coligação de oito empresas sob o controle da Vale e da ALCAN em 1974, vigorosamente relacionado com o capital japonês. Desse modo, nota-se o grande interesse da exploração para o mercado externo. O estabelecimento da empresa Mineração Rio do Norte (MRN) concretizou a exploração das jazidas de bauxita em Trombetas, o chamado “Projeto Trombetas”, o que acarretou mudanças drásticas em uma região que até aquele momento a principal atividade consistia em agricultura de subsistência e extrativismo, por ser habitada por variados grupos quilombolas. Em 1979, iniciaram-se as atividades de lavra, o que configurou o fim da implantação do Projeto Trombetas. A capacidade inicial de produção era de 3,35 Mt por ano, ao decorrer do tempo houve o crescimento significativo da capacidade de produção em virtude de uma alta demanda de mercado e da alta aceitação nas refinarias estrangeiras. Com a finalidade de atender à crescente demanda externa e o mercado interno foi construído do complexo Bauxita-Alumínio, que envolvia os estados do Pará e do Maranhão.
A importância da Mineração Rio Norte no sentido econômico é imensurável, pelos cálculos da empresa, ainda há bauxita a ser extraída até por volta de 2050 e a própria empresa tem um planejamento de controlar o impacto ambiental causado por essa extração, estando dentro desse planejamento o replantio do mesmo numero de hectares que é desmatado em prol da extração. Do inicio do século XXI e até mais recentemente, a movimentação econômica para o município com base em minério e indústria proveniente para suprir as demandas do setor mineral tem alcançado cerca de metade do PIB do mesmo.
Além do fator do peso econômico e do fator de compensação ambiental a empresa também trata de manter um ideal de Responsabilidade Social Empresarial com incentivos a Educação e a Saúde o que traz benefícios a longo prazo para região, benefícios esses que serão colhidos até mesmo quando a extração de bauxita terminar. Um dado importante a ser ressaltado é que Oriximiná teve um salto em seu IDH de 0,64 em 1991 para 0,72 em 2000 e outro dado é a manutenção de Oriximiná como o maior PIB da região do Baixo Amazonas.
Para concluir, existe uma discrepância no principal fator econômico quando o município é dividido em suas duas sub-regiões, a de Porto Trombetas e a de Cachoeira Porteira. Essas sub-regiões são respectivamente caracterizadas por uma ser extremamente ligada a mineração e a outra ter como fator econômico predominante agricultura familiar.

## Infraestrutura

### Transportes

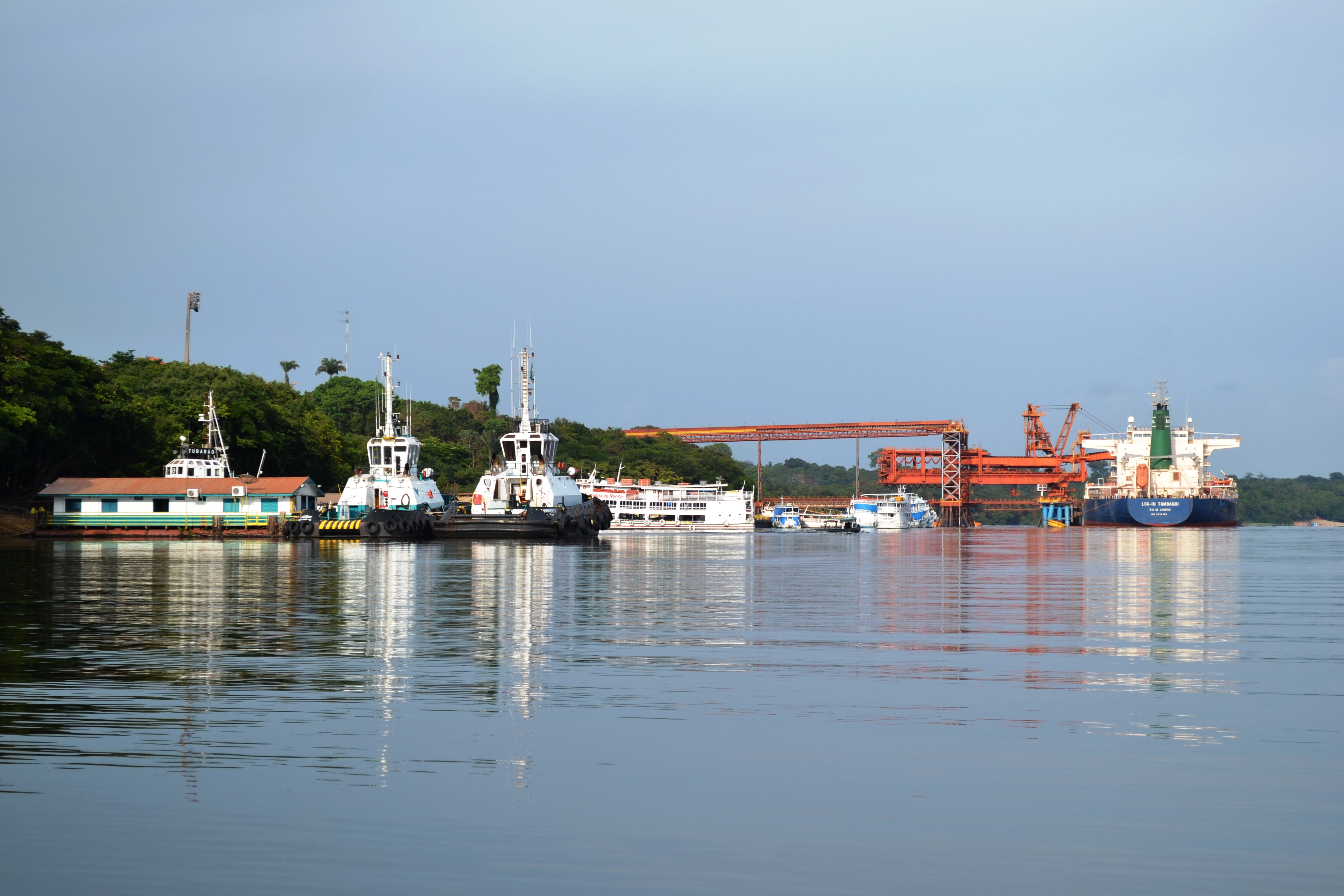
Porto da Vila de Porto Trombetas.

O município de Oriximiná é servido por uma ferrovia, a Estrada de Ferro Trombetas, que funciona basicamente para o transporte de cargas das Minas do Saracá V, Saracá W e Bela Cruz para o Porto Fluvial de Porto Trombetas.
Oriximiná é servida pelo Aeroporto de Oriximiná, localizado a 8 quilômetros do centro da cidade, e pelo Aeroporto de Porto Trombetas, localizado no distrito de Porto Trombetas, servindo a população que reside e trabalha para a Mineração Rio do Norte, ambos tendo somente voos particulares.
Dada as características da região, cortada por grandes rios, e praticamente carente de rodovias, o transporte fluvial é o mais usado para locomoção de pessoas e cargas. O principal terminal de passageiros do município fica no Porto de Oriximiná, de onde partem embarcações diariamente com destino à Santarém e Óbidos.
O transporte terrestre é feito pelas rodovias PA-254 e PA-439, que dá acesso à comunidades rurais do município. Pelo Plano Nacional de Rodovias, o município deveria ser cortado de norte a sul pela BR-163, sendo que até 2018 somente o trecho entre o distrito de Cachoeira Porteira e a BR-210 (Perimetral Norte) foi aberto, mas desde a década de 1970 não recebe manutenção.

### Educação
Em 1975 foi instalada no município de Oriximiná a Unidade Avançada José Veríssimo (UAJV), filial pertencente à Universidade Federal Fluminense (UFF), após se estabelecer primeiramente na cidade de Óbidos dois anos antes.
A unidade tem, como objetivo principal, desenvolver atividades de extensão, ensino e pesquisa. Atualmente, são desenvolvidas as seguintes atividades: gerenciamento de um hospital público local, atuação preventiva na área de saúde, programas de educação esportiva, assessoramento às comunidades na área de meio ambiente e implantação de sistemas agroflorestais.
Outra instituição com campus no município é a Universidade Federal do Oeste do Pará, ofertando as graduações em ciências biológicas e conservação e sistemas de informação.